# ワイルド・スピード MAX
『ワイルド・スピード MAX』（ワイルド・スピード マックス、原題: Fast & Furious）は、2009年公開のアメリカ合衆国の映画。ワイルド・スピードシリーズ第4作で、ストリートレースを題材にしたカーアクション映画。今作のおもな舞台はロサンゼルス、メキシコ、ドミニカ共和国。
1作目の主演コンビであるポール・ウォーカーとヴィン・ディーゼルが復帰。前作までと比較するとレースや車を中心とした演出はやや抑えられており、カーチェイスアクションとしての演出が色濃くなっている。

## ストーリー
ロサンゼルスからの逃亡を果たしドミニカを拠点にガソリン運搬車を襲撃する強盗チームのリーダーを務めていたドミニク・トレットであったが、警察の捜査の手は彼にジワジワと伸びてきていた。仲間のガレージが捜索されたことを知ったドミニクは恋人のレティ・オルティスを始めハンらにチームの解散を告げ、特にレティに危害が及ぶことを恐れ黙って彼女の元を去ってしまう。パナマに逃れていたドミニクであったが、妹のミア・トレットからレティが殺されたことを知らされる。レティを見送るためにロスに帰還したドミニクは、レティの死亡現場を訪れ道路に残ったニトロ原料とタイヤ痕をもとに違法改造車を特定し、犯人への復讐を誓うのであった。
一方、ブライアン・オコナーはマイアミでの活躍によってFBI入りを果たし、再びロスで職務を果たす日々を過ごしていた。ある日、アルトゥーロ・ブラガが率いる麻薬密輸組織の捜査を進めていく中で、ドミニクが国境を越えて戻って来たことを知る。ミアとの思わぬ再会もあって複雑な思いを胸に捜査を続ける中、組織の運び屋としてとある違法改造車の存在に辿り着く。車の所有者を追うブライアンだったが、そこで同じ人物に辿り着いていたドミニクと鉢合わせる。しかし、立場の違いから、二人は手を組むこと無く別々に組織の大元を追うことになる。
ある日、ブライアンは逮捕したブラガの運び屋の紹介で、ブラガの右腕であるレイモン・カンポスが主催する運び屋のオーディションを兼ねたストリートレースに潜入する。そこで、同じく組織への潜入を目論みレースに乗り込んだドミニクと再会する。最終的にドミニクとの一騎討ちとなったレースに敗れるブライアンだったが、FBIの権力を利用して他の運び屋を拘留し、代理の運び屋となることに成功。レースに勝利したドミニクと再びタッグを組み、組織の殲滅とレティの復讐を果たすため、ブラガの運び屋として組織に潜入する。
メキシコでの輸送を終えた2人だったが、輸送団を取り仕切るブラガの部下フェニックス・カルデロンの言動を不審に思ったドミニクは、フェニックスに対し運び屋として雇っていたレティを殺したことを追及する。フェニックスは運び屋を輸送を終えるごとに殺害していたのであった。車を爆破し麻薬を積んだ組織の車でその場から逃走したブライアンとドミニクは、車をFBIの押収車輌保管所に隠して身を隠しミアとともに3人で食卓を囲む。団欒の雰囲気の中、ドミニクはブライアンの保持品の中にレティの携帯電話を見つけてしまう。ブライアンがレティを潜入捜査に巻き込んでいたことに激怒したドミニクだったが、ブライアンはレティがドミニクの前科を帳消しにすることを条件に自らFBIに協力し運び屋として組織に潜入していたことを明かす。ドミニクはカンポスに対して、奪った麻薬を引き渡す代わり、ブラガ本人に金銭を持って来させるよう要求する。
ブライアンからドミニクの無罪放免を条件に計画を聞いたFBIが受け渡し場所を取り囲む中、遂にブラガ本人が2人の前に姿を現す。2人はその人物がブラガ本人であることを疑うが、FBIではようやくブラガの指紋認証作業が終了しブラガの正体が判明。その連絡を受けたマイケル・スタジアック警部は人相の確認を待たずに独断で突入を命じる。部隊がブラガを謳う人物の確保に向かう中、人相確認の結果、その人物がブラガではないことばかりか、ブラガの部下を騙っていたカンポスこそがブラガ本人であることが判明。FBI突入の混乱に乗じて逃走するブラガをブライアンは見送ることしかできなかった。
FBIはブラガはもちろんドミニクの確保にも失敗し、ブライアンのチームはその責任を取る形で捜査から外される。ブラガの部下ジゼル・ヤシャールからブラガの居場所を聞き出したドミニクは、彼やミアとの完全なる和解を経たブライアンとともにメキシコへと向かう。教会に忍び込んだ2人はブラガを捕らえて逃走、ブラガの部下たちとのカーチェイスに挑む。麻薬輸送にも使用したトンネルでのチェイスの果て、フェニックスを轢き殺しブラガの捕縛に成功する。
ブラガとともに確保されたドミニクに対して、裁判所はブラガ逮捕における貢献があるにもかかわらず懲役25年の実刑判決を言い渡す。他の受刑者らとともに護送車で刑務所へ送られるドミニクであったが、やがてその護送車をブライアン、ミアらの車が取り囲む。

## 登場人物
ドミニク・トレット（愛称：ドム）
主人公で、超一流の運転技術を持つ凄腕ドライバー。アメリカでトラック強盗犯のリーダーを務めていた過去を持つ。
ロスでブライアンに助けられた後各地を転々としており、ドミニカでガソリン輸送車を強奪しては売りさばく日々を送っていた。しかし、警察の捜査の手は迫っており、レティのためにと彼女を置いて姿を眩ませるが、やがてレティ死亡の知らせを受けてアメリカに戻り復讐を誓う。
ブライアン・オコナー（愛称：ブライアン）
もう1人の主人公で、元ロス市警の白人青年。確かな運転技術を持つが、ドミニクからはまだ子供扱いされている。
マイアミでの功績によりFBIからのスカウトで警官として復帰。麻薬密売の大物であるブラガを逮捕するために奔走する最中で、ドミニクと5年ぶりの再会を果たすこととなる。
FBIでは過去の経緯からいまいち信頼されておらず、窮屈な組織体系に不満を募らせる。
レティ・オルティス（愛称：レティ）
ドミニクの恋人。ドムと共にガソリン輸送車の強奪をしながらも、ドムと一緒に居られることに幸せを感じながら日々を過ごしていた。しかし、彼女の幸せを望むドムは一人で姿を眩ませてしまう。
ドミニクが姿を消した後、密かにブライアンに接触し、ドミニクの無罪と引き換えに麻薬密売組織に運び屋として潜入するが殺害されてしまう。
ミア・トレット（愛称：ミア）
ドミニクの妹。事情聴取のために訪れたFBIでブライアンと再会。過去の裏切りからブライアンを必要以上に避けるものの、まだブライアンに対する想いは消えておらず、次第にギクシャクしていたブライアンとドミニクの間を取り持つだけでなく、ブライアンへの想いも再び取り戻していく。
ハン
ドミニカでドミニクと共にガソリン強奪をしていた仲間。いつも何かしらのスナック菓子を食べている。
ドミニクに警察の捜査が迫っていると警告を促し、足を洗うことを勧める。
テゴ・レオ
ドミニカでドミニクと共にガソリン強奪をしていた仲間。相棒であるサントスとは常にスペイン語で罵り合っている。
リコ・サントス
ドミニカでドミニクと共にガソリン強奪をしていた仲間。相棒であるレオとは常にスペイン語で罵り合っている。
アルトゥーロ・ブラガ
麻薬密売組織のボス。一切人前に姿を現さない謎の人物。
レイモン・カンポス
麻薬密売組織の一員でブラガの右腕。ブラガに代わって組織の全てを取り仕切る。唯一、ブラガに直接接触出来る人物であるため、ブライアン達FBIが逮捕に躍起になっている。麻薬密輸のために腕のたつ輸送用のドライバーを選別するレースを不定期に開催している。
ブライアンの活躍による採取された指紋から、ブラガ本人であることが判明する。
フェニックス・カルデロン
ブラガの部下で、麻薬輸送のドライバー達をまとめる黒人。ドライバーてしての腕も高い。レティを殺した張本人。
レティ以外にも輸送が済んだドライバーを使い捨てにしており、仕事が済んだ後はその場で撃ち殺したり、砂漠でのブラガ奪還においては、彼に構わず相手を銃撃したという理由で仲間の車を横転させるなど、冷酷非情な性格。
ジゼル・ヤシャール
ブラガの部下で秘書のような役割を担う。カンポスの代わりにドライバーたちに指示を出す。ドミニクを誘惑したものの、復讐に燃えるドムには通用しなかった。
終盤にブラガに見捨てられ殺されそうになるが、ドムに救われたことで助けられた礼に南米に逃げたブラガの情報を提供する。
マイケル・スタジアック捜査官
FBI捜査官。ブライアンと同じチームで捜査に挑んでいるが、ブライアンとは馬が合わず信頼していない。
ブラガとの受け渡し現場では、ブラガの人相確認を待たずブライアンの指示を無視して独断で突入を開始し計画の失敗を招いた。

## キャスト
| 役名                                        | 俳優                       | 日本語吹き替え | 日本語吹き替え | 日本語吹き替え |
| 役名                                        | 俳優                       | 劇場公開・ソフト版1 | ソフト版2      | テレビ朝日版 |
| ------------------------------------------- | -------------------------- | --- | -------------- | --- |
| ドミニク・トレット                          | ヴィン・ディーゼル         | 楠大典 | 内田直哉       | 大塚明夫 |
| ブライアン・オコナー                        | ポール・ウォーカー         | 高橋広樹 | 森川智之       | 藤原啓治 |
| レティ・オルティス                          | ミシェル・ロドリゲス       | 甲斐田裕子 |                | 本田貴子 |
| ミア・トレット                              | ジョーダナ・ブリュースター | 園崎未恵 |                | 魏涼子 |
| レイモン・カンポス （アルトゥーロ・ブラガ） | ジョン・オーティス         | 後藤哲夫 |                | 若本規夫 |
| フェニックス・カルデロン                    | ラズ・アロンソ             | 咲野俊介 |                | 山野井仁 |
| ジゼル・ヤシャール                          | ガル・ガドット             | 藤井リナ |                | 東條加那子 |
| ペニング捜査官                              | ジャック・コンリー         | 小川真司 |                | 小川真司 |
| マイケル・スタジアック捜査官                | シェー・ウィガム           | 丸山壮史 |                | 檀臣幸 |
| ソフィー・トリン捜査官                      | ライザ・ラピラ             | 田中晶子 |                | 林真里花 |
| テゴ・レオ                                  | テゴ・カルデロン           | ピストン西沢 |                | 隈本吉成 |
| リコ・サントス                              | ドン・オマール             | 吉村昌広 |                | 西凜太朗 |
| ハン                                        | サン・カン                 | 三戸崇史 |                | 平田広明 |
| カーラ・マーサ                              | ミーシャ・ミッシェル       | |                | 平野夏那子 |
| ドワイト・ミューラー                        | グレッグ・サイプス         | |                | |
| デビット・パーク                            | ロン・ユアン               | |                | |
| ブラガの影武者                              | ロバート・ミアノ           | |                | |
| その他吹き替え                              | その他吹き替え             | 小池唯 高瀬右光 赤城進 魚建 小松史法 天田益男 石住昭彦 星野充昭 仲野裕 遠藤純一 ふくまつ進紗 斉藤次郎 東城光志 藤本敦子 榊原奈緒子 |                | 中村浩太郎 板倉光隆 武田華 佐藤美一 飯島肇 内田岳志 江藤博樹 徳本恭敏 鶴岡聡 をはり万造 間宮康弘 テレビ朝日アナウンサー 古澤琢 石井希和 渡辺宜嗣 松尾由美子 本間智恵 |
| 日本語版制作スタッフ                        |                            | |                | |
| 演出                                        |                            | 高橋剛 |                | 鍛治谷功 |
| 翻訳                                        | 岡田壯平（字幕）           | 松崎広幸 |                | 古瀬由紀子 |
| 調整                                        |                            | 兼子芳博 |                | |
| 制作                                        |                            | ニュージャパンフィルム |                | ブロードメディア・スタジオ |

- 劇場公開・ソフト版1 - DVD・BD収録
- ソフト版2  - 2009年発売の北米盤ソフトに収録
- テレビ朝日版 - 初回放送 2011年10月2日『日曜洋画劇場』

## 音楽
- 『BEFORE I DECAY』 - 2009年10月7日発売、日本での「ワイルド・スピード MAX」イメージソング、オリコン総合チャート2位、ロックグループ「The GazettE」の曲

## 登場車両

### 米国車
ビュイック・グランドナショナル GNX 1987年式
ドミニクが冒頭で使用、ボディカラーは黒。ガソリン輸送強奪に登場。
フォード・RS200 1986年式
冒頭のレースに登場。ボディカラーは白。後述のカローラGT-Sとバトル。その他、FBIの押収品として別車両が写真のみ登場。
クライスラープリムス・ロードランナー 1970年式
レティが使用、ボディカラーは灰色。囮捜査途中にフェニックスの攻撃で大破する。
ポンティアック・ソルスティス
ボディカラーは黒。レティの葬式に登場。
フォード・トリノ 1972年式
フェニックスが使用。ボディカラーは緑。
シボレー・シェベル SS 1970年式
ドミニクが前半で使用。最初ボディカラーは赤だったが、レース用に灰色に塗り替える。後に仕事の途中に危険を感じ、爆破した。
シボレー・カマロ SS 1969年式
ドワイトが使用、ボディカラーは赤。
フォード・マスタング GT "Tjaarda" 2007年式
運び屋の一人が使用、ボディカラーは黄色。黒のストライプがある。仕事の途中に危険を感じたドミニクによって爆破されている。Tom Tjaardaという人物がデザインしたチューニングカー。
ハマー・H1 2002年式
ブライアンとドミニクが仕事途中に麻薬組織から奪い、逃走する際に使用。
クライスラーダッジ・チャージャー 1970年式
ドミニクが後半で使用、ボディカラーは艶消しブラック。実は初代に登場したチャージャーと同一であることを思わせるシーンがある。ラストシーンではドミニクの判断でトンネル内で大破したものの、後にブライアンが使用（おそらく修理して復活したと思われる）。
シボレー・カマロ 1971年式
麻薬組織の一員が使用するが、ドミニクがラストのカーチェイス中に一瞬に乗り換える。ボディカラーは艶消しグリーン。
ポンティアック・ファイヤーバード Trans Am 1978年式
レオとサントスが使用、ボディカラーは黒。ラストシーンで登場。

### 日本車
マツダ
マツダ・RX-7 FC3S 1986年式
ボディカラーは赤紫、レティの葬式に登場。銀色の個体が麻薬組織の一員が使用している。
マツダ・RX-8 2004年式
麻薬組織の一員が使用、ボディカラーは白。トンネル内で爆風に巻き込まれる。こちらも別車両が、写真のみFBIの押収品で登場している。
ホンダ
ホンダ・シビック EG6 1995年式
ボディカラーは黄色、スプーン仕様と思われる。レティの葬式に登場。また、写真だけだが、FBIの押収品としても多数登場
ホンダ・シビック EP3
写真のみ。FBIの押収品として緑と赤の個体が登場。
アキュラ・NSX 2003年式
ミアが使用、ボディカラーは黒。ホンダのエンブレムが付けられているが、左ハンドル仕様は存在しないのでJDM仕様と思われる。また、ボディカラーが青のがレティの葬式に登場。
日産
日産・シルビア S15 2000年式
デビッド・パークが使用、ボディカラーはシルバー。C-WESTエアロ装着。劇中では240SXと呼ばれている。(※ただし"240SX"はS13(180SX含む)及びS14しか存在しない。またそもそもS15のアメリカ仕様車は存在しない。)また、写真だけだが、FBIの押収品としても多数登場。
日産・240SX（シルビア S14）　1997年式
麻薬組織による、最後の運び屋を決めるストリート・レースの参加者が使用、ボディカラーは銀色。GTウィングにフルエアロ装着。途中でフォード・エクスプローラーにクラッシュ。
日産・スカイラインGT-R BNR34 1999年式
ボディカラーは青。NISMO製エアロパーツ、イーストベアー製エアロボンネット、RAYS製VOLK RACING RE30、Turbonetics製インタークーラー、magdenパフォーマンスコンピュータ、OMP製バケットシート、OMP製4点式ハーネス、MOMO製ステアリング、MATTSWEENEY製ロールケージを装着。ブライアンがレースに参加するため、FBIの押収品より自らチューンして使用していたが、仕事の途中に危険を感じたドミニクによって爆破されている。この車について備考にて後述。また、ボンネットにGT-Rのロゴが貼られた白、選ばれなかった黄色もFBIの押収品の一台として登場。
日産・スカイラインGT-R BCNR33
FBIの押収品として写真のみの登場。白と金の個体が確認されている。
日産・GT-R 2009年式
ボディカラーは赤。FBIの押収品の一台として登場。
インフィニティ・G35 2003年式
運び屋の一人が使用、ボディカラーはオレンジ。仕事の途中に危険を感じたドミニクによって爆破されている。こちらもFBIの押収品として多数登場。他にもレオンのガレージのシーンでオレンジ色の個体が確認できる。
日産・350Z
麻薬組織の一員が使用、ボディカラーは赤／黒。トンネル内でクラッシュ。また、写真だけだが、FBIの押収車両としても多数登場。その際何故か1台(ボディカラーは黒／銀)全く同じ車が2台登録されている。
その他
スバル・インプレッサWRX STI 2009年式
ドミニクが車を爆破した代わりに、FBIの押収品としてあったものをブライアンに譲った。ボディカラーは銀/黒。ラストシーンでフェニックスの攻撃で大破。
その他、GD系インプレッサ（年式不明。丸目であるところから2000年から2002年までの個体と推測される）が1台、FBIの押収品として登場。
トヨタ・スープラ
トヨタ・カローラGT-S AE86 1984年式
冒頭のレースに登場。ボディカラーは銀黒ツートン。上述のRS200とバトル。
三菱・ランサーエボリューションⅦ

### 欧州車
テックアート・GTスポーツ 2007年式
ジゼルが使用、ボディカラーは白。
BMW・540i E39 2001年式
麻薬組織による、最後の運び屋を決めるストリート・レースの参加者が使用、ボディカラーは黒／オレンジ。ドミニクをクラッシュさせようとするがかわされ、陸橋から落下しクラッシュ。
ランボルギーニ・LM002 年式不明
麻薬の大物｢ブラガ｣が乗る車両で車列の先頭を走る。ボディカラーは黒。

## 備考
- スカイラインGT-R BNR34が登場するアクションシーンの撮影には、RB25DET型を搭載する「25GT-t」をベースとして製作したレプリカ車両が使われた。これは実際のGT-Rがアメリカ国内において8万ドルもするためである[4]。
- 上記の通りアクションシーンの撮影にはレプリカを使用したが、グリーンスクリーン等の固定撮影用には撮影車両と同一の外装を装着した本物のGT-Rを用意し、撮影していた[4]。
- シリーズ共通だが、俳優のドライブシーンの多くがグリーンスクリーンでの合成撮影である。ハリウッドでは、俳優に各種制約があるため、アクションシーンの撮影は全てスタントマンが行う[4]。
- 本作では、これまでのシリーズではあまり使われてこなかったスバル車が後半で使われている。
- ワイルドスピードシリーズで初めて東宝東和が配給を行っている（前作「ワイルドスピード3」まではユナイテッド・インターナショナル・ピクチャーズ）。

## カメオ出演
『ワイルドスピードX3 TOKYO DRIFT』から、サン・カン演じるハンが出演している。アーティスト、リル・ウェイン、T-ペイン、イグジビット、T.I.などもカメオ出演している。

## テレビ放映
| 回数 | 放送局     | 番組名             | 放送日         | 放送時間    | 放送分数 | 吹替版       | 平均世帯 視聴率 | 備考 |
| ---- | ---------- | ------------------ | -------------- | ----------- | -------- | ------------ | --------------- | ---- |
| 1    | テレビ朝日 | 日曜洋画劇場       | 2011年10月2日  | 21:00~22:54 | 114分    | テレビ朝日版 | 10.9%           |      |
| 2    | テレビ朝日 | 日曜洋画劇場       | 2012年10月21日 | 22:00~24:10 | 130分    | テレビ朝日版 | 5.6%            |      |
| 3    | テレビ東京 | 午後のロードショー | 2021年3月23日  | 13:35~15:40 | 125分    | ソフト版     |                 |      |
| 4    | テレビ東京 | 午後のロードショー | 2022年2月22日  | 13:40~15:40 | 120分    | ソフト版     | 2.7 %           |      |

## Blu-ray/DVD
本国アメリカでは、7月28日にDVDとBlu-ray Discが発売。日本では2010年2月17日にジェネオン・ユニバーサル・エンターテイメントジャパンよりBlu-ray Disc/DVDの2フォーマットをリリース。
なお、本DVDのPR番組として『ワイルド・スピード 東MAXのカスタム男塾』が放送された。出演は東貴博（Take2）、ドロンズ石本、いとうあさこ他。
- Blu-ray
  - ワイルド・スピードMAX（GNXF-1038）
- DVD
  - ワイルド・スピードMAX（GNBF-1388）